# Williston Highlands
Williston Highlands és una concentració de població designada pel cens dels Estats Units a l'estat de Florida. Segons el cens del 2000 tenia 1.386 habitants.

## Demografia
Segons el cens del 2000, Williston Highlands tenia 1.386 habitants, 600 habitatges, i 414 famílies. La densitat de població era de 47,6 habitants/km².
Dels 600 habitatges en un 20,3% hi vivien nens de menys de 18 anys, en un 57,2% hi vivien parelles casades, en un 7,8% dones solteres, i en un 31% no eren unitats familiars. En el 25,7% dels habitatges hi vivien persones soles el 13,7% de les quals corresponia a persones de 65 anys o més que vivien soles. El nombre mitjà de persones vivint en cada habitatge era de 2,31 i el nombre mitjà de persones que vivien en cada família era de 2,71.
Per edats la població es repartia de la següent manera: un 20% tenia menys de 18 anys, un 5,3% entre 18 i 24, un 22,7% entre 25 i 44, un 26,7% de 45 a 60 i un 25,3% 65 anys o més.
L'edat mediana era de 46 anys. Per cada 100 dones de 18 o més anys hi havia 95,6 homes.
La renda mediana per habitatge era de 23.607 $ i la renda mediana per família de 26.941 $. Els homes tenien una renda mediana de 29.648 $ mentre que les dones 22.000 $. La renda per capita de la població era de 14.365 $. Entorn del 19,9% de les famílies i el 21,1% de la població estaven per davall del llindar de pobresa.

## Poblacions més properes
El següent diagrama mostra les poblacions més properes.